# GOLDEN J-POP/THE BEST シブがき隊
『GOLDEN J-POP/THE BEST シブがき隊』（ゴールデン・ジェイ‐ポップ・ザ・ベスト シブがきたい）は、シブがき隊のベスト・アルバム。1998年8月21日発売。発売元はSMEJ。

## 内容
シブがき隊のシングル表題曲28曲が全て収録された39曲入りベスト・アルバム。残りの11曲はカップリング曲が3曲とソロ曲が7曲、アルバム収録曲1曲が選曲されている。

## 収録曲

### Disc.1
1. NAI・NAI 16
2. 100%…SOかもね!
3. ZIG ZAG セブンティーン
4. Gジャンブルース
5. 処女的衝撃!
6. ZOKKON 命
7. Hey! Bep-pin
8. 挑発∞
9. サムライ・ニッポン
10. 喝!
11. キャッツ&ドッグ
12. 地球最初の嵐のように
13. アッパレ! フジヤマ
14. べらんめぇ! 伊達男
15. 男意ッ気
16. DJ in My Life
17. 月光淑女!
18. KILL
19. トラ! トラ! トラ!
20. スシ食いねェ!
21. OH! SUSHI

### Disc.2
1. Together! SHIBUGAKI
2. 飛んで火に入る夏の令嬢
3. 千夜一夜キッス倶楽部
4. 恋人達のBlvd.
5. ドリーム・ラッシュ
6. 反逆のアジテイション
7. 演歌なんて歌えない
8. PSST PSST
9. 恋するような友情を
10. 君を忘れない
11. 青春レクイエム（薬丸ソロ）
12. ストレイ ボーイ（布川ソロ）
13. 告白 ～愛する人へ～（薬丸ソロ）
14. 100万粒の涙（薬丸ソロ）（本作で初CD化）
15. MIDNIGHT 2 CALL（本木ソロ）（本作で初CD化）
16. ヴァージン・ショックⅡ（布川ソロ）（本作で初CD化）
17. 哀しみのLast Summer（布川ソロ）
18. ラスト・ナンバー